# Медаль «За трудовую самоотверженность»
Медаль «За трудовую самоотверженность» — государственная награда Чехословакии.

## История
Медаль «За трудовую самоотверженность» была учреждена постановлением правительства № 24/1955 от 4 мая 1955 года, которым были учреждены ордена «Трудового Красного Знамени» и «Красной Звезды Труда», и медали «За трудовую верность», «За трудовую самоотверженность» с целью поощрения заслуг в строительстве социализма в Чехословакии, за многолетнюю образцовую работу по профессии.
Дополнением председателя правительства № 26/1955 от 25 мая 1955 года был опубликован статут «Ордена Трудового Красного Знамени», «Ордена Красной Звезды Труда» и медалей «За трудовую верность», «За трудовую самоотверженность».

## Описание
Медаль изготавливается из бронзы и имеет форму круга.
Аверс медали: развивающееся знамя и поверх него лавровую ветвь обвивает лента с надписью: «ZA PRACOVNI OBETAVOST» (За трудовую самоотверженность).
Медаль при помощи металлического кольца подвешена к ленте.
Реверс знака был исполнен в двух типах:
- до 1960 года — помещён гербовой коронованный лев Богемии со словацким щитком на груди;
- после 1960 года — помещён герб ЧССР. Внизу надпись «CSSR», а с боков по веточке липы.

Лента медали муаровая голубого цвета с четырьмя синими полосками посередине, тонкой белой и пошире красной полосками по краям.
 Для повседневного ношения имеется планка, обтянутая орденской лентой.